# アイリーン・ダン
アイリーン・ダン（Irene Dunne、1898年12月20日 - 1990年9月4日）は、アメリカ合衆国の女優。本名：アイリーン・マリー・ダン（Irene Marie Dunn）。ケンタッキー州ルイビル出身。

## 略歴
シカゴ・ミュージカル・カレッジに学ぶ。歌手として地方公演の舞台を踏んだ後に、1923年ニューヨークへ行く。1929年『ショウ・ボート』のヒロインを演じる。それで認められてRKOと契約し、1930年『女護ヶ島上陸（Leathernecking）』で映画デビュー。歌唱力を生かしたミュージカルからスクリューボール・コメディ、シリアスドラマに至るまで幅の広い演技を見せて活躍した。1931年の『シマロン』以降、アカデミー主演女優賞に5度ノミネートされるも受賞はならなかった。
1952年に映画界からは引退し、その後はテレビで活躍する。政治にも関心をもち、1957年の国連総会では共和党からアメリカ代表代理に選出されている。
1990年9月4日、ロサンゼルスの自宅で死去。

## 主な出演作品
- 女護ヶ島上陸 - Leathernecking (1930)
- シマロン - Cimarron (1931)※アカデミー主演女優賞候補
- 裏町 - Back Street (1932)
- 泰西侠盗伝 - Stingaree (1934)
- ロバータ - Roberta (1935)
- 愛と光 - Magnificent Obsession (1935)
- ショウボート - Show Boat (1936)
- 花嫁凱旋 - Theodora Goes Wild (1936)※アカデミー主演女優賞候補
- たくましき男 - High, Wide, and Handsome (1937)
- 新婚道中記 - The Awful Truth (1937)※アカデミー主演女優賞候補
- 生活の悦び - Joy of Living (1938)
- 邂逅 - Love Affair (1939)※アカデミー主演女優賞候補
- ママのご帰還 - My Favorite Wife (1940)
- 愛のアルバム - Penny Serenade (1941)
- 恋愛十字路 - Unfinished Business (1941)
- ドーヴァーの白い崖 - The White Cliffs of Dover (1944)
- 再会 - Together Again (1944)
- アンナとシャム王 - Anna and the King of Siam (1946)
- ママの想い出 - I Remember Mama  (1948)※アカデミー主演女優賞候補